# Der letzte Kronzeuge – Flucht in die Alpen
Der letzte Kronzeuge – Flucht in die Alpen ist ein deutscher Fernsehfilm von Urs Egger aus dem Jahr 2014 und die Auftaktfolge der Kriminalfilmreihe Sarah Kohr mit Lisa Maria Potthoff in der Titelrolle der Ermittlerin. Die Episode wurde am 6. April 2014 auf ZDFneo erstmals im deutschen Fernsehen ausgestrahlt.

## Handlung
Beim Versuch, eine internationale Autoschieberbande festzusetzen, erschießt die junge und engagierte Polizistin Sarah Kohr einen der Verdächtigen. Dabei stellt sich heraus, dass der Mann in Kürze als Kronzeuge im Prozess gegen Mafia-Boss Luca Varese hätte aussagen sollen. Kohr wird dabei selber angeschossen und um dieses Trauma zu überwinden, soll sie eine Auszeit nehmen. Die Art und Weise, wie ihre neuen Kollegen mit der Situation umgehen, lässt Kohr misstrauisch werden. Dennoch nimmt sie das Angebot an. Sie begibt sich zum Flughafen und entdeckt hier einen ihrer beiden Kollegen, die vermutlich auf jemanden warten. Mit einer Maschine aus Neapel kommen Lino Morave und sein Vater, die beide gegen Luca Varese aussagen sollen. Ehe die Polizeibeamten reagieren können (oder wollen?), wird Linos Vater hinterrücks erschossen. Sarah Kohr greift sich sofort den Jungen und flieht mit ihm aus dem Gefahrenbereich. Da sie befürchtet, dass nicht nur der Killer, sondern auch die Polizei auf der Suche nach ihr und dem letzten Kronzeugen ist, kann sie niemandem vertrauen. Sie flieht mit dem Jungen zu ihrem Großvater auf eine österreichische Alm. Doch es dauert nicht lange und der Killer ist ihr auf der Spur. Kohr muss überstürzt fliehen und läuft dabei ihrem Kollegen Berger, der sie ebenfalls verfolgt, in die Arme. Als dieser zögert das Kind zu erschießen, wird er von Kohr überwältigt. Mit Bergers Auto fährt sie zu ihrer Mutter, wo sie sich sicher fühlt und von wo aus sie den Jungen auch sicher zum Gericht bringen kann, wo in Kürze der Prozess beginnt. Lino, der noch immer unter Schock steht und sehr verworren spricht, kann Kohr dennoch einen Hinweis geben, wo sein Vater die Waffe versteckt hat, mit der Varese vor einigen Monaten vier Menschen erschossen hatte und durch die dessen Verurteilung als gesichert gelten dürfte.
Der Auftragskiller ist den beiden aber weiter auf der Spur und versucht nun um jeden Preis zu verhindern, dass Kohr diesen Schuldbeweis dem Gericht übergeben kann. Er spürt den Jungen auf und erpresst die Tatwaffe gegen dessen Leben. Hier kommt ihr unerwartet Berger zu Hilfe und erschießt den Killer. Ob Berger und seine Kollegen wegen Korruption belangt werden, bleibt offen.

## Hintergrund
Die Dreharbeiten zu Der letzte Kronzeuge – Flucht in die Alpen fanden vom 22. Mai bis zum 26. Juni 2013 in Berlin, Dresden und Tirol statt.

## Rezeption

### Einschaltquote
Die Erstausstrahlung von Der letzte Kronzeuge – Flucht in die Alpen im Abendprogramm des ZDF am 17. Februar 2014 erreichte 5,68 Millionen Zuschauer bei einem Marktanteil von 16,8 Prozent.

### Kritik
Rainer Tittelbach von tittelbach.tv urteilte: Der letzte Kronzeuge – Flucht in die Alpen „macht da weiter, wo einst die TV-Movie-Thriller von Sat 1 aufhörten: ein ungelenker Doppeltitel, Situationen auf Leben und Tod, der bewusste Verzicht auf Figurenpsychologie, viel Bewegung, wenig Worte & die Geschichte in der Obhut einer grobmotorischen Spannungsdramaturgie. Grundlage: ein konventioneller Genreplot. Was man sieht, sind chargierende Schauspieler der A-Klasse, eine uninspirierte Inszenierung und Anschlussfehler. Ein Road-Movie ohne Flow. Dagegen überzeugt Lisa Maria Potthoff als einsame Polizistin und an der Oberfläche ist dieser ZDF-Film durchaus spannend!“
Bei der FAZ schrieb Ursula Scheer: „Der ZDF-Krimi ‚Der letzte Kronzeuge‘ ließ sich von den Duisburger Mafia-Morden inspirieren. Er zeigt eine junge Polizistin und ein Kind allein im Kampf gegen das organisierte Verbrechen. Ein gelungenes Wagnis.“
Tilmann P. Gangloff wertete für kino.de und meinte: „Nicht nur der Titel birgt Verwechslungsgefahr [(Die Kronzeugin – Mord in den Bergen)], auch die Geschichte ist nicht neu. Autor Stefan Kolditz gewinnt dem bekannten Sujet jedoch eine bemerkenswerte Komplexität ab.“ Der Regisseur hat die Geschichte „kongenial umgesetzt. Gerade die erste Hälfte ist dank Schnitt (Benjamin Hembus) und Musik (Ina Siefert, Nellis Du Biel) ungemein packend, zumal die Bildgestaltung (Busso von Müller) eine enorme Dynamik entwickelt. Vor allem die Flughafenszenen sind von eindrucksvoller Rasanz; erst in den Bergen kommt der Film etwas zur Ruhe. Eine besondere Qualität liegt auch in der herausragenden Besetzung selbst eher kleinerer Rollen.“